# NGC 7075
NGC 7075 هي مجرة إهليلجية مع انبعاث لاسلكي تبعد حوالي 251 مليون سنة ضوئية تقع في كوكبة الكركي. تم اكتشافها من قبل عالم الفلك جون هيرشل في 4 سبتمبر 1834.

## وصلات خارجية
- NGC 7075 على موقع ويكي سكاي: DSS2, SDSS, GALEX, IRAS, Hydrogen α, X-Ray, Astrophoto, Sky Map, Articles and images